# Saint-Racho
Saint-Racho ist eine französische Gemeinde mit 150 Einwohnern (Stand: 1. Januar 2022) im Département Saône-et-Loire in der Region Bourgogne-Franche-Comté. Sie gehört zum Arrondissement Charolles und zum Gemeindeverband Communauté de communes Brionnais Sud Bourgogne. Die Bewohner werden Saint-Rachois und Saint-Rachoises genannt.

## Geografie
Saint-Racho liegt an der Grenze zum benachbarten Département Rhône etwa 50 Kilometer westsüdwestlich von Mâcon in den Hügellandschaften von Brionnais und Charolais. Nachbargemeinden von Saint-Racho sind Châtenay im Norden, Aigueperse im Nordosten, Saint-Igny-de-Vers im Osten und Südosten, Saint-Clément-de-Vers im Südosten, Anglure-sous-Dun im Süden, Mussy-sous-Dun im Südwesten sowie Varennes-sous-Dun im Westen und Nordwesten.
Im Gemeindegebiet liegt die Spitze des 736 m hohen Mont Dun.

## Bevölkerungsentwicklung
| Jahr                      | 1962 | 1968 | 1975 | 1982 | 1990 | 1999 | 2006 | 2011 | 2016 |
| Einwohner                 | 295  | 282  | 233  | 221  | 209  | 188  | 175  | 174  | 182  |
| Quelle: Cassini und INSEE |      |      |      |      |      |      |      |      |      |

## Sehenswürdigkeiten
- Kirche Saint-Racho-d’Autun auf dem Mont Dun (auch: Kapelle vom Dun, einstige Zitadelle), im 19. Jahrhundert wieder errichtet
- Auf dem Mont Dun lag einst die Zitadelle von Dun, die 1191 von Philippe Auguste zerstört wurde
- Schloss Chevannes aus dem 16. Jahrhundert, Fassaden und Dächer sind seit 1977 als Monument historique eingeschrieben
- Kirche von Saint-Racho

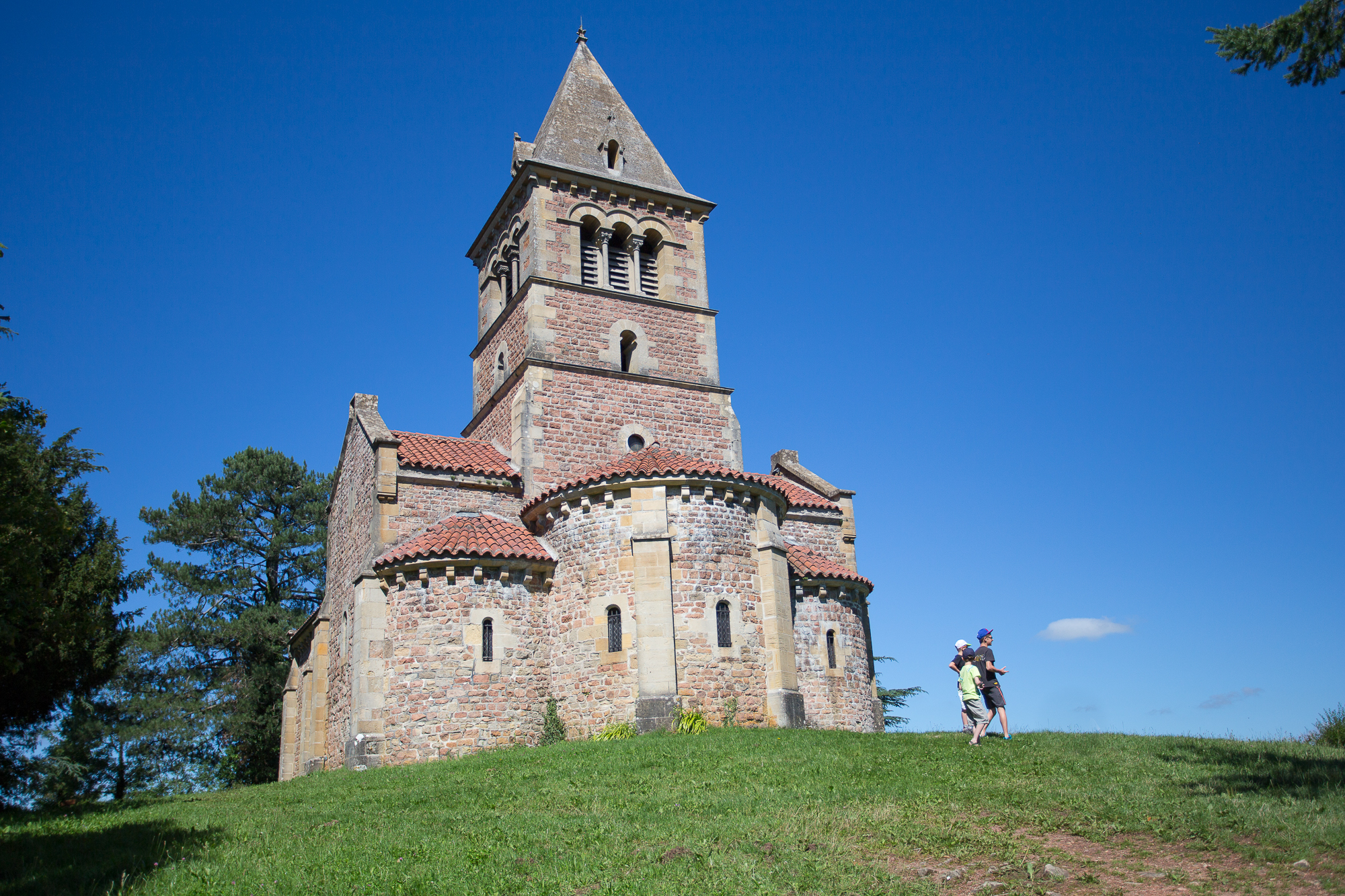
Kirche auf dem Mont Dun
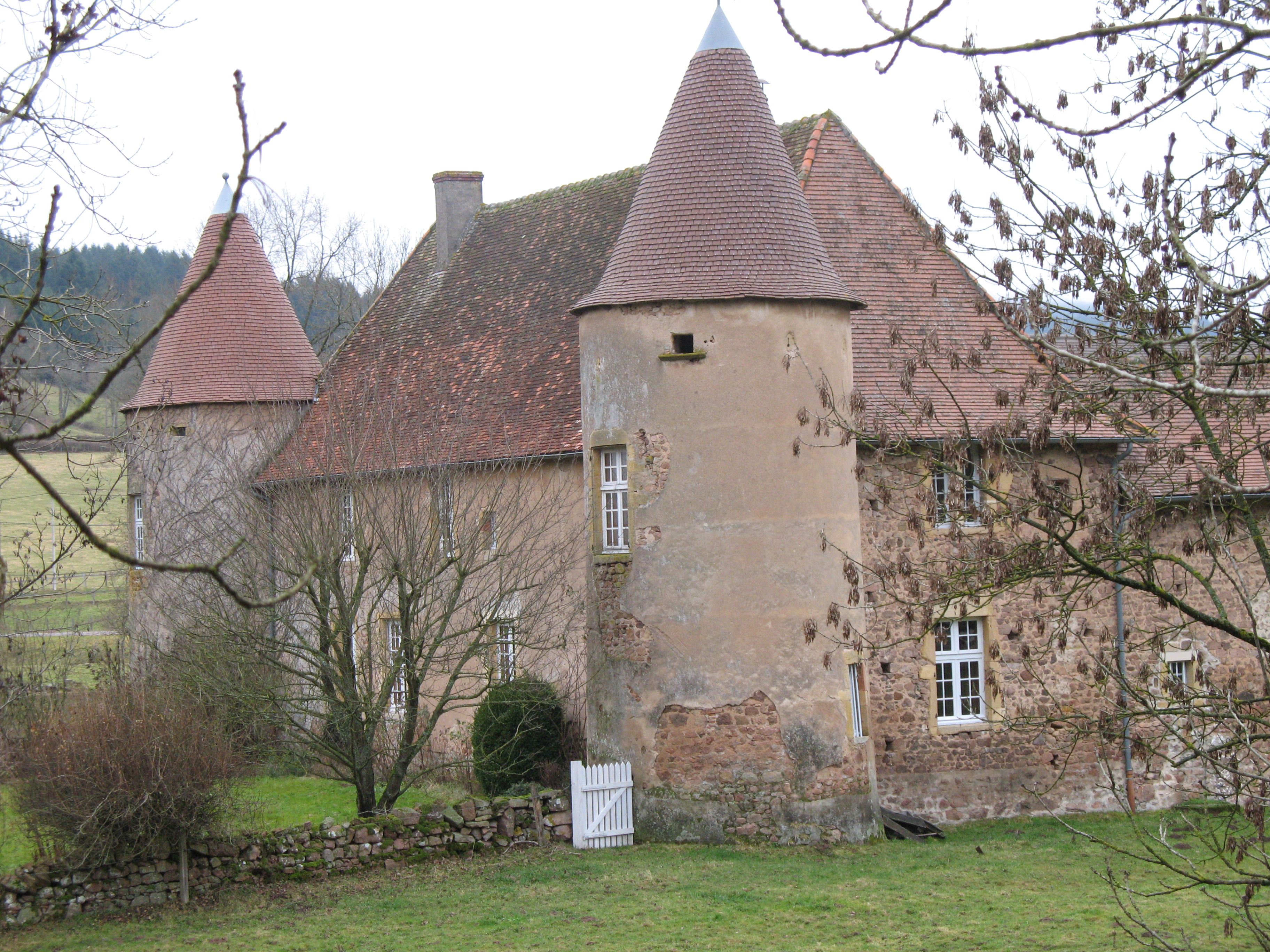
Schloss Chevannes
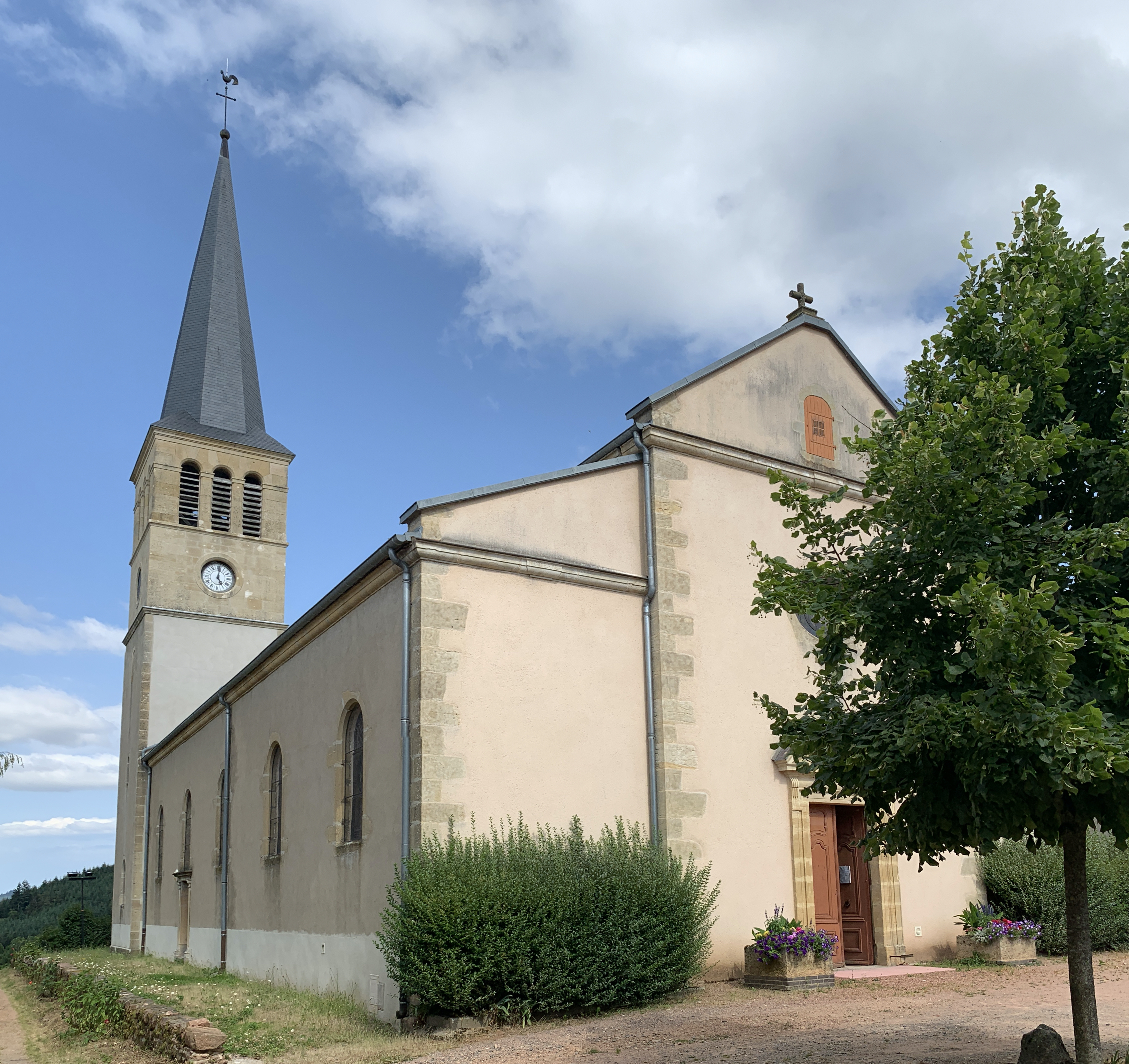
Kirche von Saint-Racho

## Belege
1. ↑  Saint-Racho auf cassini.ehess.fr
2. ↑  Saint-Racho auf insee.fr